# Chloromyia speciosa
Chloromyia speciosa är en tvåvingeart som först beskrevs av Macquart 1834.  Chloromyia speciosa ingår i släktet Chloromyia och familjen vapenflugor. Inga underarter finns listade i Catalogue of Life.

## Bildgalleri

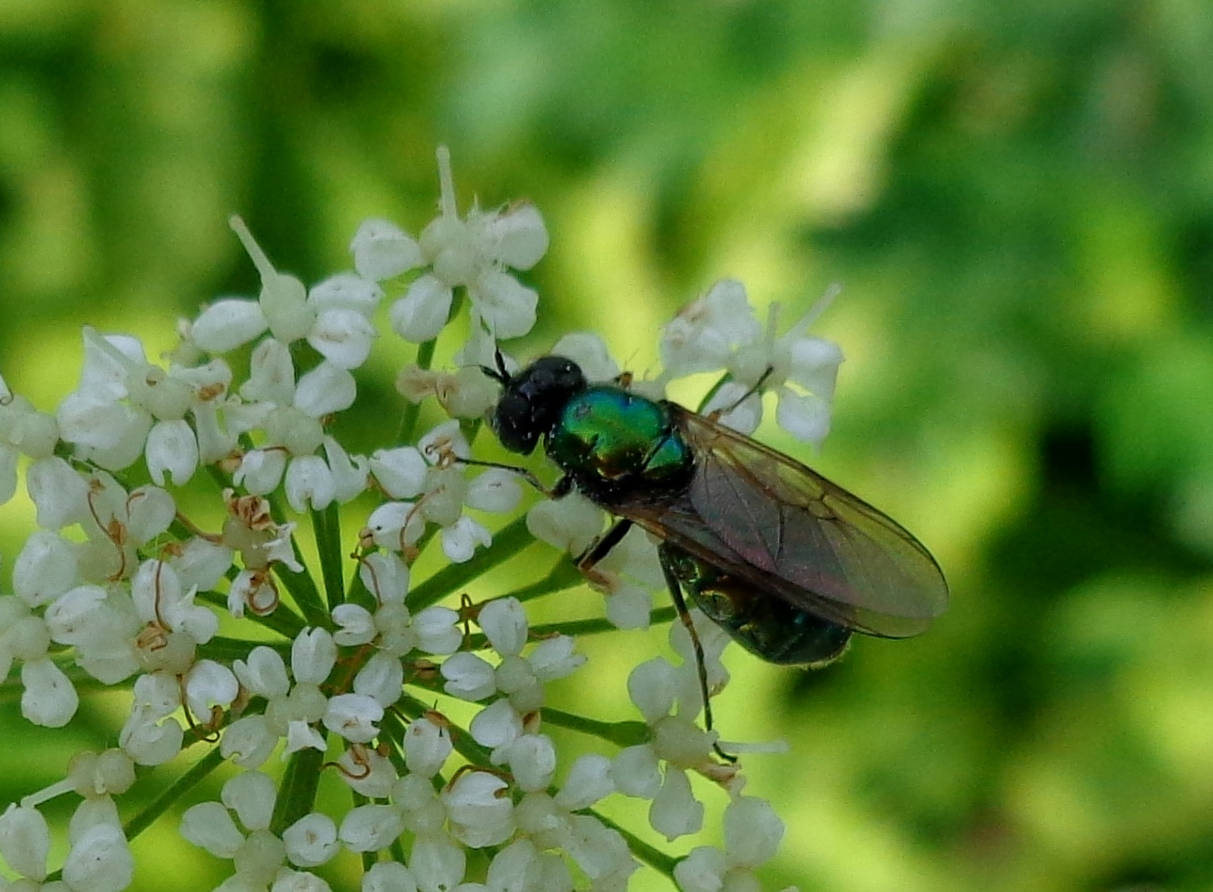
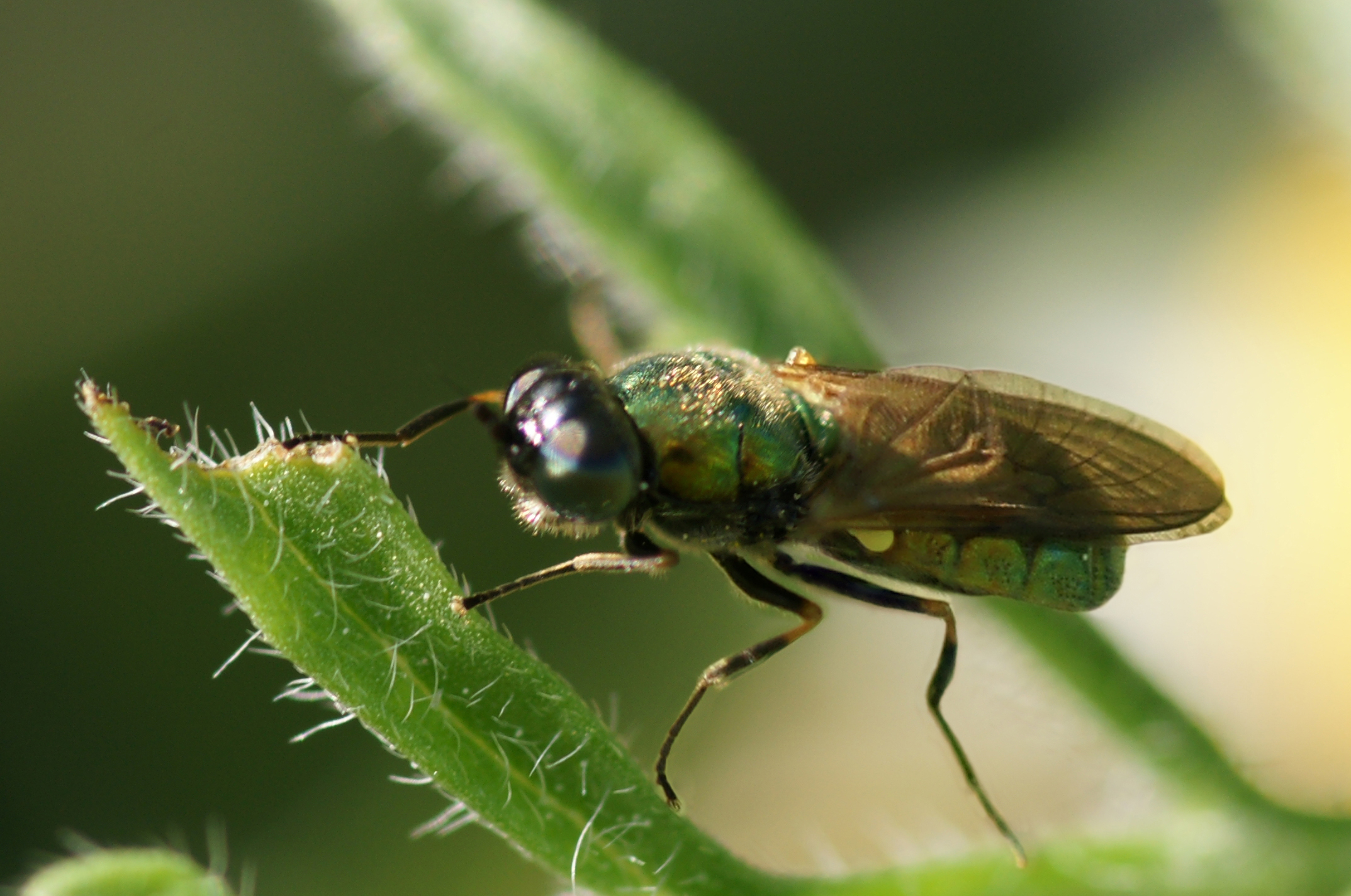
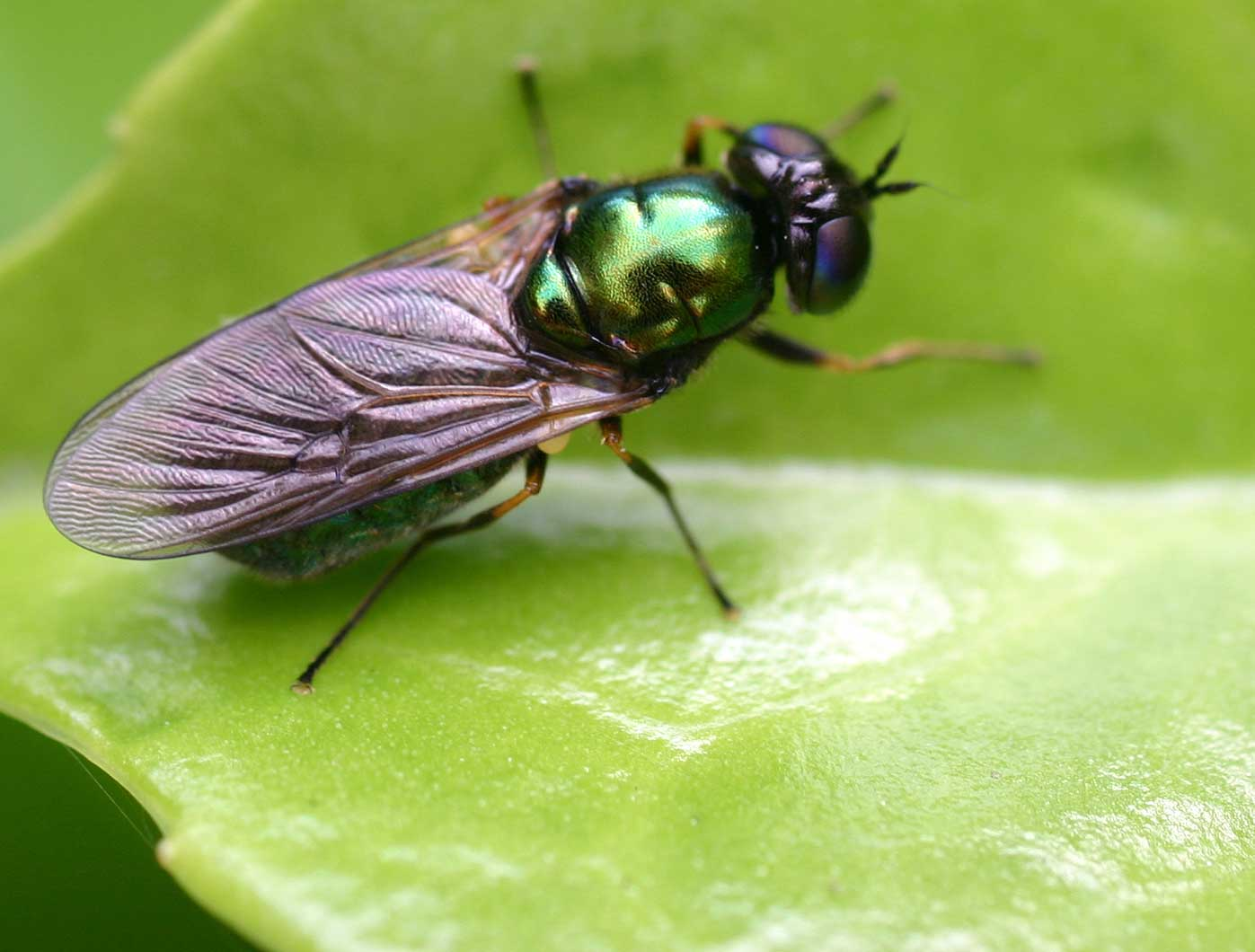